# 中原道喜
中原道喜（なかはら みちよし、1931年6月26日-2015年6月）は、日本の英語教師・受験参考書の著者。
大阪府出身であり、玉川大学文学部英文科卒、開成高等学校教諭を務めた。開成高校にて原仙作に師事した。

## 著書
- 『マスター英文法』吾妻書房 1973
- 『入試でねらう英文解釈問題』吾妻書房 入試でねらうシリーズ 1975
- 『マスター英文解釈』吾妻書房 1978
  - 『新訂増補　マスター英文解釈』聖文新社 1997
  - 『新訂増補　マスター英文解釈』金子書房 2021（上記のものの復刊）
- 『基礎英文問題精講』旺文社 1982
- 『マスター英語「客観問題」集中ゼミ 私大入試から共通一次まで』編 吾妻書房 1984
- 『基礎英文法問題精講』旺文社 1985
- 『誤訳の構造 英語プロの受験生的ミス』吾妻書房 1987
  - 『誤訳の構造』金子書房 2021（上記のものの復刊）
- 『英語長文問題精講』旺文社 1990
- 『英語「長文問題」集中ゼミ』編 吾妻書房 1992
- 『基礎英語長文問題精講』編 旺文社 1994
- 『英語「長文問題」集中ゼミ グレイ表紙』編 吾妻書房 1997
- 『「文法・語法問題」集中ゼミ 大学入試/センター試験重要問題(文法・語句・発音・会話)』編 吾妻書房 1997
- 『マスター自習英語「客観問題」集中ゼミ』編 聖文社 1999
- 『マスター自習英語「長文問題」集中ゼミ』編 聖文社 1999
- 『マスター自習英語問題集中ゼミ』編 聖文社 1999
- 『マスター自習「文法・語法問題」集中ゼミ』編 聖文社 1999
- 『誤訳の構造』聖文新社 2003
- 『新英文読解法』聖文新社 2003
- 『新マスター英文法 全面改訂版』聖文新社 2008
  - 『新マスター英文法』金子書房 2021（上記のものの復刊）
- 『誤訳の典型』聖文新社 2010
  - 『誤訳の典型』金子書房 2021（上記のものの復刊）
- 『誤訳の常識』聖文新社 2012
  - 『誤訳の常識』金子書房 2021（上記のものの復刊）

### 共著
- 『大学入試英文法』五十嵐玲輔共著 竹村出版 1970
- 『マスター入試英文法問題セミナー』五十嵐玲輔共著 吾妻書房 1978
- 『大学受験うかる英単語 最新データが明かすその急所と盲点』五十嵐玲輔共著 経済界 リュウ入試シリーズ 1981
- 『大学受験うかる英単語 最新データが明かすその急所と盲点』五十嵐玲輔共著 経済界 リュウ入試シリーズ 1981
- 『うかる英語問題集 どんな難問にも自信がつく50問』五十嵐玲輔共著 経済界 リュウ入試シリーズ　1982
- 原仙作『英文標準問題精講 原の「英標」 4訂版』補訂　旺文社 1982
- 原仙作『英文法標準問題精講 原の「文標」 4訂版』補訂　旺文社 1992
- 『マスター入試英語長文』五十嵐玲輔共著 吾妻書房 1992
- 『マスター英文法問題 基礎から実戦まで「文法力」ビルドアップ』五十嵐玲輔共著 聖文社 2000